# Elseussaari
Elseussaari är en liten ö i Sumiainen i Finland. Den ligger i sjön Ala-Keitele och i kommunen Äänekoski i den ekonomiska regionen  Äänekoski  och landskapet Mellersta Finland, i den centrala delen av landet, 280 km norr om huvudstaden Helsingfors. Öns area är 0,5 hektar och dess största längd är 140 meter i sydöst-nordvästlig riktning.